# Cis testaceus
Cis testaceus is een keversoort uit de familie houtzwamkevers (Ciidae). De wetenschappelijke naam van de soort werd in 1871 gepubliceerd door Olof Immanuel von Fåhraeus.